# J. C. King
J. C. King Joseph Caldwell King (5 de octubre de 1900–27 de enero de 1977) fue el Jefe de la División del Hemisferio Occidental de la CIA en los 1950s y 1960s. Era conocido por su nombre código CIA de Oliver G. Galbond y como el Coronel J.C. King.

## Carrera
King se graduó en la Academia militar de West Point en 1923. King fue nombrado vicepresidente de Johnson and Johnson a cargo de Brasil y Argentina. Después de esto, se unió al coordinator of Inter-American Affairs (CIAA), de Nelson Rockefeller también conocida como Rockefeller Office. Estuvo estacionado en Argentina desde 1941 a 1945 y en Guatemala desde el 1952 a 1953.
King se cree que abogó por el asesinato del Che Guevara, Fidel y Raúl Castro tan tempranamente como el 11 de diciembre de 1959.

 “A menos que Fidel y Raúl Castro y el Che Guevara puedan ser eliminados en un `solo paquete´ lo cual es altamente imposible, esta operación será larga… el presente gobierno sólo puede ser derrocado por el uso de la fuerza” 
Reunión del grupo WH-4 de la CIA el 9 de marzo de 1960

Se cree que fue un hombre CIA clave en el derrocamiento de João Goulart, Presidente de Brasil, en 1964. King se retiró oficialmente de la CIA en 1967, pero pronto regresó como Consultor CIA. Era CEO de la Compañía de Drogas Naturales del Amazonas conocida organización de fachada de la CIA. Sus huellas intervencionistas se conocen además en República Dominicana en 1957, en Cuba en 1960, en Chipre entre 1973 y 1974 y finalmente en Liberia entre 1974 y 1975.

## Muerte
La salud de King se deterioró por su edad y la enfermedad de Parkinson, muriendo en enero de 1977.